# Римские приключения
«Римские приключения» (англ. To Rome with Love — Риму с любовью) — романтическая кинокомедия режиссёра Вуди Аллена. Премьера фильма состоялась 20 апреля 2012 года в Италии. В России фильм вышел на экраны 5 июля того же года.

## Сюжет
События фильма происходят в Риме и состоят из переплетения четырёх сюжетных линий.
Рассказ о Джоне (Алек Болдуин) — известном американском архитекторе, вспоминающем проведенную здесь юность. Во время прогулки он случайно знакомится с Джеком (Джесси Айзенберг), начинающим архитектором, который живёт в его старом доме. По ходу повествования становится понятно, что Джек — это Джон в молодости. Джек влюбляется в лучшую подругу своей девушки Салли (Грета Гервиг) — актрису по имени Моника (Эллен Пейдж), и Джон становится для него своеобразным внутренним голосом, подсказывающим, как повести себя в той или иной ситуации с Моникой.
История о клерке (Роберто Бениньи), неожиданно проснувшемся знаменитым и через некоторое время измождённом популярностью, и также неожиданно вновь превратившемся в того, кем он был раньше.
История любовных приключений молодожёнов из провинциального Порденоне.
Рассказ о том, как американский оперный режиссёр на пенсии (Вуди Аллен) устраивает сценическую карьеру работнику похоронного бюро, исполняющему арии исключительно намылившись под душем (Фабио Армилиато). Данная сюжетная линия аналогична истории китайского фильма «Душ», вышедшего тринадцатью годами ранее.

## В ролях
| Актёр                  | Роль                                         |
| ---------------------- | -------------------------------------------- |
| Вуди Аллен             | Джерри, муж Филлис и отец Хели               |
| Джуди Дэвис            | Филлис, жена Джерри и мать Хейли             |
| Элисон Пилл            | Хейли, девушка Микеланджело                  |
| Флавио Паренти         | Микеланджело                                 |
| Фабио Армилиато        | Джанкарло, отец Микеланджело                 |
| Роберто Бениньи        | Леопольдо, клерк-знаменитость                |
| Алек Болдуин           | Джон, известный американский архитектор      |
| Джесси Айзенберг       | Джек, парень Салли                           |
| Эллен Пейдж            | Моника, лучшая подруга Салли                 |
| Грета Гервиг           | Салли, лучшая подруга Моники и девушка Джека |
| Алессандро Тибери      | Антонио                                      |
| Алессандра Мастронарди | Милли, жена Антонио                          |
| Пенелопа Крус          | Анна, проститутка                            |
| Антонио Альбанезе      | Лука Салта                                   |
| Орнелла Мути           | Пиа Фузари, актриса                          |
| Риккардо Скамарчо      | грабитель в отеле                            |
| Симона Капаррини       | тётка Джованна                               |
| Джулиано Джемма        | менеджер в отеле                             |
| Доменико Дольче        | камео в опере                                |
| Стефано Габбана        | камео в опере                                |
| Эдоардо Лео            | репортёр в мужской парикмахерской            |

## Критика
Фильм получил смешанные отзывы на сайте Rotten Tomatoes, где процент положительных отзывов составил 46 %. А на IMDb фильм получил оценку 6.3, в то время как критики Роджер Эберт и Питер Треверс оценили фильм на три звезды из 4.